# Афродита Книдска
Афродита Книдска (на гръцки: Κνίδια Αφροδίτη Πραξιτέλη) е една от най-известните скулптури на древногръцкия скулптор Праксител. Оригиналът не е запазен, но съществуват многобройни копия. Афродита Книдска е първото скулптурно изображение в реален размер на голо женско тяло в древногръцкото изкуство. Изобразява богинята на любовта Афродита и е създадена около 340 пр.н.е. Височината на скулптурата е 2 м, а материалът – пароски мрамор.

## История
Според Плиний Стари първоначално статуята е поръчана за местното светилище от жителите на остров Кос. Праксител създава две скулптури, на облечена и на гола богиня. Жителите на Кос са шокирани и предпочитат традиционния облечен вариант. Впоследствие тази статуя е изгубена. По-късно голата Афродита е закупена от жителите на град Книдос в Мала Азия. Към града започват да се стичат многобройни поклонници, привлечени от скулптурата, която стояла в храма под открито небе.
Никомед I от Витиния предлага на жителите на Книдос да им опрости огромен държавен дълг в замяна на статуята, но те отказват. По време на Византийската империя е пренесена в Константинопол, където вероятно е унищожена от пожар през 475 г., заедно с други образци на античното изкуство.
Счита се, че за модел на „Афродита Книдска“ е послужила атинската хетера Фрина.

## Копия
Статуята придобива огромна популярност и е копирана многократно, създадени са и много производни варианти. Запазени са множество описания и около петдесет антични копия. Най-добре са съхранени репликите в Глиптотеката в Мюнхен и Ватиканските музеи, както и торсът в Лувъра. За най-точното копие се счита „Venus Colonna“ в музей Пио-Климентино във Ватикана, както и статуята във Вила Адриана в Тиволи.
- Глиптотека, Мюнхен
- Venus Colonna, Музей Пио-Климентино, Ватикански музеи
- торс, Лувър
- Рисунка на книдска монета
- Римска статуетка – копие